# Liber Pontificalis
Liber Pontificalis (Книга понтификов) — сборник деяний римских пап, начиная с апостола Петра. Разные версии Liber Pontificalis заканчивают изложение на разных папах. Самая ранняя версия (Catalogus Felicianus) создана в VI или VII веке и содержит информацию о папах до Феликса IV (526—530) включительно. Поздние версии доходят до Пия II (1458—1464).
Книга написана на латинском языке.

## Авторство
Авторами Liber Pontificalis считались:
- Иероним Стридонский. Версия Рабана Мавра, основанная на поддельной переписке Иеронима с папой Дамасом, приведённой во многих рукописях Liber Pontificalis.
- Анастасий Библиотекарь (ок. 810 — ок. 880). Версия Онофрио Панвинио. Опровергнута Цезарем Баронием и другими исследователями[3][4]. Анастасию принадлежат, видимо, только биографии Николая I (858—867) и Адриана II (867—872).
- Папский «управляющий» «Primicerius» Христофор (Christopher) — биография папы Стефана II (752—757).
- Бонизо из Сутри[англ.] (Bonizo of Sutri, 1045—1090) — биографии пап от Иоанна XII (955—964) до Григория VII (1073—1085).
- Пандульф Пизанский (Pandulf, 1101—1201) (версия А. Дюшена), либо Пётр Пизанский (Petrus Pisanus)[5][6] — биографии пап от Григория VII (1073—1085) до Урбана II (1088—1099).
- Кардинал Бозо (Boso, ум. ок. 1181) — биографии пап от Геласия II (1118—1119) до Александра III (1179—1181).

## Состав
Для каждого римского папы (епископа) указано:
- время правления (датировка по консулам и срок);
- происхождение и имя отца;
- список указов;
- число назначенных пресвитеров, диаконов и епископов;
- дата смерти и место захоронения;
- другие сведения.

## Историчность
Информацию Liber Pontificalis с V в. можно считать исторической. Более ранные записи спорны, поскольку:
- многие ранние сведения (такие, как указы и информация о мученичестве ряда первых епископов) уникальны и не отражены в другой литературе того же и более раннего периода;
- даты смерти пап, видимо, восходят к датам их памяти, зафиксированным около IV в.

Некоторые копии Liber Pontificalis содержат сведения, которых нет в других копиях (например, о Папессе Иоанне). Эти сведения, по-видимому, являются поздними вставками.
Ранние датировки Liber Pontificalis восходят к Catalogus Liberianus (из состава Chronographus Anni 354) и расходятся с «Церковной историей» Евсевия Кесарийского и хроникой св. Иеронима, что затрудняет построение точной хронологии ранних римских епископов.